# آرتور برند
آرتور برند (به فرانسوی: Arthur Bernède) رمان‌نویس قرن نوزدهم میلادی اهل فرانسه بود.